# Maison de la magie
Ne doit pas être confondu avec Musée de la Magie.
La maison de la magie Robert-Houdin, est un musée spécialisé dans l'illusion et la prestidigitation situé à Blois dans le département de Loir-et-Cher en région Centre-Val de Loire.
Le musée possède le label « Musée de France » et rend hommage à Jean-Eugène Robert-Houdin, un illusionniste français né à Blois au début du XIXe siècle.

## Présentation

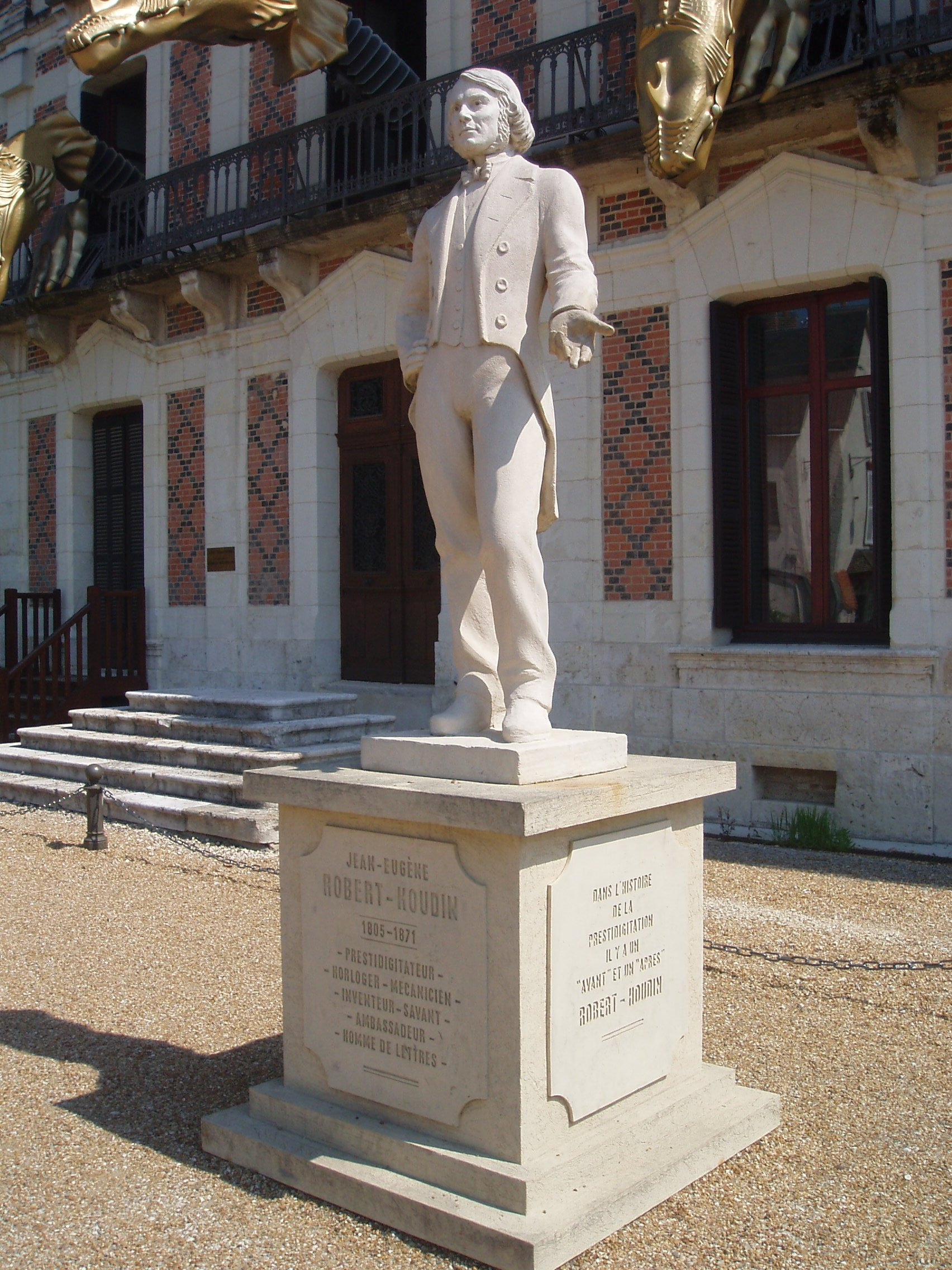
Statue de Robert-Houdin à l'entrée.

La maison de la magie Robert-Houdin a été inaugurée en 1998 ; le musée met en valeur la vie et l’œuvre multiple de Jean-Eugène Robert-Houdin, célèbre illusionniste, inventeur, horloger et constructeur d’automates français né à Blois sous le Premier Empire en 1805.
La ville de Blois avait acheté la maison Ballet, une grande maison bourgeoise construite en 1856 et située en face du château, pour y présenter la collection privée de l'illusionniste donnée à la ville en 1981 par Paul Robert-Houdin, son petit-fils, qui avait ouvert auparavant un musée privé un peu plus loin. Cette collection s’est progressivement enrichie.
Les collections d’art magique et les affiches permettent de découvrir l’histoire de la magie.
Le musée est certifié « Musée de France » ; c'est le seul musée public en Europe à présenter en un même lieu des collections de magie et un spectacle vivant permanent.
Chaque demi-heure, la façade de la maison donnant sur la place du château de Blois s'anime avec une hydre dont les têtes, les pattes et la queue surgissent des fenêtres.
Le musée est situé dans le centre-ville de Blois, au no 1 de la place du Château.

## Fréquentation
| Année | Visiteurs | Année | Visiteurs | Année | Visiteurs | Année | Visiteurs |
| ----- | --------- | ----- | --------- | ----- | --------- | ----- | --------- |
| 1998  | 100 000   | 2005  | 60 278    | 2012  | 92 694    | 2019  | 104 446   |
| 1999  | 100 000   | 2006  | 65 555    | 2013  | 91 957    | 2020  | 42 709    |
| 2000  | 62 000    | 2007  | 71 025    | 2014  | 89 588    | 2021  | 78 302    |
| 2001  | 49 527    | 2008  | 69 419    | 2015  | 97 242    | 2022  | 103 638   |
| 2002  | 68 614    | 2009  | 66 824    | 2016  | 93 085    | 2023  | 117 993   |
| 2003  | 62 639    | 2010  | 79 545    | 2017  | 98 207    |       |           |
| 2004  | 65 637    | 2011  | 88 809    | 2018  | 94 732    |       |           |